# Peace (Let 3)
Peace je četvrti album riječkog rock sastava Let 3. Album se radio 3 godine.
Album je osvojio nagradu Crni Mačak za album godine.

## Popis pjesama
- Srničica
- Luna Cinquina
- Kontinentio
- Oči
- 21st Century Schizoid Man
- Elefante Elettrico
- Droga
- Novine
- Dobri Miki
- Ja bih se ljubio
- Bosa noga
- Nafta
- Ciklama
- Disneyland (bonus track)